# Agyriella
Agyriella är ett släkte av svampar. Agyriella ingår i divisionen sporsäcksvampar och riket svampar.